# Schweizer Nordische Skimeisterschaften 1953
Die Schweizer Nordischen Skimeisterschaften 1953 fanden am 21. und 22. Februar 1953 in St. Moritz und am 1. März 1953 in Les Rasses statt. Ausgetragen wurden im Skilanglauf die Distanzen 18 km und 50 km sowie die 4 × 10-km-Staffel. Alfons Supersaxo gewann den 50-km-Lauf und den Wettbewerb in der Nordischen Kombination. Im Lauf über 18 Kilometer siegte Werner Zwingli. Zudem siegte wie im Vorjahr die Staffel vom SC Stoos. Das Skispringen gewann Andreas Däscher.

## Skilanglauf

### 18 km
| Platz | Name             | Verein            | Zeit (std) |
| ----- | ---------------- | ----------------- | ---------- |
| 01    | Werner Zwingli   | Zürich-Altstetten | 1:06:57    |
| 02    | Walter Lötscher  | Entlebuch         | 1:07:03    |
| 03    | Michel Rey       | Les Verrières     | 1:08:19    |
| 04    | Maurice Kehrli   | La Sagne          | 1:08:48    |
| 05    | Fritz Zurbuchen  | Kandersteg        | 1:08:53    |
| 06    | Fritz Kocher     | Bühl-Gibswil      | 1:09:21    |
| 07    | Alfons Supersaxo | Saas-Fee          | 1:10:06    |
| 08    | Karl Hischier    | Oberwald          | 1:10:10    |
| 09    | Marcel Huguenin  | La Brévine        | 1:10:36    |
| 09    | Luc Rausis       | Zermatt           | 1:10:36    |

Datum: Samstag, 21. Februar 1953 in St. Moritz
 Werner Zwingli aus Zürich-Altstetten gewann mit sechs Sekunden Vorsprung vor Walter Lötscher. Der Vorjahressieger Alfons Supersaxo wurde Siebter. Es waren 128 Läufer am Start

### 50 km
| Platz | Name             | Verein            | Zeit (std) |
| ----- | ---------------- | ----------------- | ---------- |
| 01    | Alfons Supersaxo | Saas-Fee          | 3:13:25    |
| 02    | Fritz Zurbuchen  | Kandersteg        | 3:16:32    |
| 03    | Karl Hischier    | Oberwald          | 3:20:16    |
| 04    | Werner Zwingli   | Zürich-Altstetten | 3:22:03    |
| 05    | Christian Wenger | Zürich-Altstetten | 3:25:54    |
| 06    | Ernst Heymann    | Zweisimmen        | 3:26:14    |
| 07    | Marcel Matthey   | La Brévine        | 3:28:28    |
| 07    | Josef Schnyder   | SC Stoos          | 3:28:28    |

Datum: Sonntag, 1. März 1953 in Les Rasses

Der Schweizer Meistertitel gewann wie im Vorjahr Alfons Supersaxo aus Saas-Fee mit einer Zeit von 3:13:25 Stunden und mit drei Minuten und sieben Sekunden Vorsprung auf Fritz Zurbuchen.

### 4 × 10 km Staffel
| Platz | Namen                                                     | Verein              | Zeit (std) |
| ----- | --------------------------------------------------------- | ------------------- | ---------- |
| 01    | Hans Strasser Alois Schelbert Josef Schnyder Karl Bricker | SC Stoos            | 2:21:02    |
| 02    |                                                           | Grenzwachtkorps     | 2:24:13    |
| 03    |                                                           | SK Allalin Saas-Fee | 2:25:10    |

Datum: Sonntag, 22. Februar 1953 in St. Moritz 

## Nordische Kombination

### Einzel
| Platz | Name              | Ort        | Punkte |
| ----- | ----------------- | ---------- | ------ |
| 01    | Alfons Supersaxo  | Saas-Fee   | 34,26  |
| 02    | François Duvoisin | Les Rasses | 65,22  |
| 03    | Fritz Kocher      | Wald       | 72,00  |
| 04    | Fritz Forrer      | Wildhaus   | 65,33  |
| 05    | Erich Imseng      | Saas-Fee   | 79,90  |
| 06    | Reymond Bissat    | Ste-Croix  | 81,56  |

Datum: Samstag, 21. Februar 1953 in St. Moritz
 Alfons Supersaxo gewann nach 1947, 1949, 1951 und 1952 seinen fünften Schweizer Meistertitel in der Nordischen Kombination.

## Skispringen

### Normalschanze
| Platz | Name             | Verein            | Punkte |
| ----- | ---------------- | ----------------- | ------ |
| 01    | Andreas Däscher  | SC Davos          | 223,5  |
| 02    | Rudolf Bärtschi  | Adelboden         | 212,5  |
| 03    | Alfred Meidinger | Ste-Croix         | 201,0  |
| 04    | Georg Keller     | SC Davos          | 199,5  |
| 05    | Alfons Supersaxo | Saas Fee          | 198,5  |
| 05    | Melchior Nold    | Bern              | 196,5  |
| 07    | Conrad Rochat    | Le Brassus        | 195,5  |
| 08    | Edmond Mathis    | La Chaux-de-Fonds | 187,5  |

Datum: Sonntag, 22. Februar 1953 in St. Moritz 

Andreas Däscher gewann auf der Olympiaschanze mit Weiten von 67 und 70 Metern nach 1950 seinen zweiten Meistertitel. Der Vorjahressieger Jan Aamnes war nicht am Start.